# Alex Wilder
Alex Wilder è un personaggio immaginario dei fumetti creato da Brian K. Vaughan (testi) e da Adrian Alphona (disegni), pubblicato dalla Marvel Comics, esordito in Runaways (vol. 1) n. 1 del luglio 2003.

## Biografia del personaggio
L'appartenente al gruppo dei Runaways protagonisti di una serie regolare vincitrice del premio Award. Come ogni altro membro fondatore dei Runaways, è il figlio di un criminale con abilità speciali. Alex è il leader della squadra, ma a differenza dei suoi compagni non possiede nessun superpotere ma è molto portato per la logica e la strategia, che lo aiutano molto nelle sue funzioni di leader. Magro e con i caratteri tipici degli afroamericani, Alex rivela ai suoi compagni di essere la “talpa” dei loro malvagi genitori prima di incontrare il suo tragico destino: essere ridotto in cenere dai Gibborim.
Figlio di Geoffrey e Catherine Wilder, Alex è il primo personaggio a essere introdotto nella serie; è anche il primo che inizialmente suggerisce agli altri di spiare i propri genitori e il loro incontro segreto a fini caritatevoli. Dopo aver visto i propri genitori (che si rivelano essere l'organizzazione criminale chiamata Orgoglio) uccidere una ragazza innocente, Alex organizza la fuga di casa del gruppo (Runaways significa “Fuggiaschi”). Successivamente Alex ottiene la copia dell'“Abstract”, un libro di magia che contiene tutta la documentazione passata, presente e futura di Orgoglio. Dopo alcune scaramucce con i loro genitori, i Runaways trovano rifugio nel rifugio segreto di Chase chiamato “l'Ostello”. I membri del gruppo giurano di collaborare insieme per distruggere l'organizzazione dei genitori. Tutti i membri del gruppo decidono di adottare identità segrete, con l'eccezione di Alex, per iniziare una nuova vita come vigilanti.
Alex si isola da molti dei suoi compagni, sia rifiutandosi di assumere un nome in codice, sia legando con il resto della squadra. Alex utilizza molto del suo tempo per decifrare l'Abstract, presumibilmente complottando su come salvare i suoi genitori dai Dean dagli Hayes. Il suo comportamento superficiale è dovuto al fatto che pensava che i suoi compagni di squadra sarebbero morti nel giro di pochi mesi.
Alla fine Alex riesce a decifrare l'Abstract e scopre che Orgoglio lavora per i Gibborim, tre giganti biblici che necessitano il sacrificio di un'anima innocente per 25 anni per ottenere abbastanza potere da distruggere la Terra e riportarla allo stato paradisiaco che aveva un tempo. Alex riesce a individuare il luogo del sacrificio annuale e convince gli altri Runaways che il rito dovrebbe essere il miglior luogo per lanciare un attacco a Orgoglio. Chase è ferito gravemente, e decide di rimanere indietro, però dà ad Alex i suoi occhiali a raggi X e i suoi Fistigon da utilizzare durante il combattimento finale. Quando Gert viene ferita durante il combattimento, passa il controllo di Vecchi Merletti ad Alex così che il dinosauro possa continuare a lottare, e quando Nico viene congelata Alex inizia a utilizzare l'Asta di Uno. Quando il combattimento giunge al termine, solo Alex e Karolina rimangono in piedi, e a questo punto Alex stordisce Karolina e dichiara di essere una talpa dei suoi genitori.
Rivela che sapeva di Orgoglio da oltre un anno e aveva scoperto il loro segreto precedentemente. Poi aggiunge che i Dean e gli Hayes avevano progettato di uccidere tutti gli altri membri di Orgoglio e sostituirli con le loro figlie e ottenere così tutti e sei i posti in paradiso riservato ai criminali. Il piano di Alex prevedeva di utilizzare i suoi amici per abbattere Orgoglio e salvare i suoi genitori, così da assicurare i posti in Paradiso sia per la sua famiglia che per quella di Nico, ma questa rifiuta e Alex perde il controllo della situazione. Gert si sveglia e richiama a sé Vecchi Merletti, che riporta a Nico la sua asta magica e distrugge i Fistigon, lasciando Alex indifeso. Quando anche Molly si sveglia, distrugge l'ultimo sacrificio per i Gibborim, che al loro arrivo inceneriscono Alex.
Successivamente Alex fu soggetto a due tentativi di resurrezione. Nico rivela la ragione per cui lei non può resuscitare la versione futura di Gertrude Yorkes: non funziona perché anche l'Asta di Uno ha i suoi limiti. I compagni del gioco on-line a cui partecipava Alex tentano di resuscitarlo quando vengono a conoscenza di Orgoglio. L'incantesimo che usano uccide uno dei membri, che però viene rimpiazzato dalla versione adolescenziale di Geoffrey Wilder, il padre di Alex.
Molly inizia a sentire una voce nella sua testa che le dice di andare a cercare Chase. Successivamente, la stessa voce le spiega come riparare Victor Mancha. Molly crede che sia la voce di Gert, ma in realtà la voce è quella di Alex che parla da una dimensione fatta di un bianco vuoto, che divide assieme ai Gibborim. Alex comunica ai giganti che lui ha aiutato Molly per liberarsi degli errori passati e guadagnarsi la libertà dalla dimensione. I Gibborim gli chiedono perché si trovino lì, e Alex (citando Pat Benatar) risponde: “Hell is for children”.

## Poteri e abilità
A differenza degli altri membri dei Runaways Alex Wilder non possiede super poteri e non utilizza armi o strumenti particolari. È comunque un buono stratega. Alex non lega molto con i suoi compagni di squadra, rifiutandosi anche di utilizzare un nome in codice. Prima della ribellione ai propri genitori Alex non teneva in gran considerazione Nico, ma cambia opinione quando la vede con il suo nuovo look punk-gothic e con indosso le lenti a contatto. Successivamente i due avranno una breve relazione. Lei lo bacia per la prima volta durante il tentativo della squadra di salvare Molly Hayes. Successivamente gli esprime il proprio amore quando Alex la salva dal vampiro Topher. Nonostante la sua dichiarazione d'amore per Alex, Nico sceglie di combatterlo dopo che Alex rivela il suo piano, dedicando forze ed energia alla squadra. Comunque, nonostante il tradimento, Nico si dimostra intenzionata ad andare avanti e dimenticare il passato dopo aver provato inutilmente a resuscitare Alex, perché pur essendo un traditore non meritava la morte.